# Хакома (приток Котуя)
Хакома — река в Эвенкийском районе Красноярского края России, правый приток реки Котуй (бассейн Хатанги). Длина реки — 124 км, площадь водосборного бассейна — 1730 км².
Исток реки находится на плато Путорана, южнее озера Люксина и западнее озера Дюпкун, на высоте более 726 м над уровнем моря. В верховьях течёт преимущественно на юг, перед впадением в озеро Хакома течение меняется на восточное, а в низовьях — на юго-восточное. Протекает по незаселённой местности, где преобладают плато с плоскими вершинами, резко расчлененные каньонами водных артерий. В верхнем и среднем течении преобладает горная тундра, в нижнем — заболоченная лиственничная тайга. Впадает в Котуй справа в 1343 км от его устья, выше впадения реки Укусяси, на высоте 350 м над уровнем моря. В нижнем течении ширина русла составляет около 65 м при глубине 1,5 м, скорость течения — 0,5 м/с.
Основной приток — река Топко (правый). 

## Данные водного реестра
По данным государственного водного реестра России и геоинформационной системы водохозяйственного районирования территории РФ, подготовленной Федеральным агентством водных ресурсов:
- Бассейновый округ — Енисейский
- Речной бассейн — Хатанга
- Речной подбассейн — Котуй
- Водохозяйственный участок — Котуй
- Код объекта в государственном водном реестре — 17040200112117600008061[4].